# Spring break
Spring break is een vakantie van één week op universiteiten en scholen in de Verenigde Staten, Canada, Japan, Korea, China maar ook in andere landen.

## Achtergrond
In de VS varieert spring break van het einde van februari tot midden april, maar de meeste scholen zijn de eerste twee weken van maart gesloten. Op Canadese universiteiten staat het bekend als Reading week en vindt het plaats aan het einde van februari of het begin van maart.
In Japan begint spring break aan het slot van het academische jaar in maart en eindigt het op 1 april, wanneer het nieuwe academische jaar start.
Spring break wordt ook door K-12 instituten gevierd en wordt ook wel March break genoemd. March break is invariabel één of beide van de middelste twee weken van maart.
Van het einde van de Tweede Wereldoorlog tot de jaren 80 was Fort Lauderdale, Florida een beruchte vakantiebestemming tijdens spring break. Dronkenschap, seksualiteit en openbaar nudisme waren eerder regel dan uitzondering. Bewoners van de regio waren zo geschokt door de aangerichte schade van de vakantiegangers, dat de lokale overheid verschillende beperkingen invoerde in 1985. In 1989 waren er slechts 20.000 toeristen, een schijntje vergelijken met de 350.000 bezoekers vier jaar eerder. De spring break toeristen gingen in plaats daarvan naar het meer liberale Daytona Beach (meer dan 200.000 studenten reizen hier jaarlijks naartoe). Fort Lauderdale kreeg door haar eigen boycot te maken met een recessie, maar de lokale hotelindustrie wist dit te overleven, door zich meer te richten op de gepensioneerde bevolking.
De populairste spring-break-bestemmingen zijn onder meer Cancún, Mexico; Miami Beach (vooral het South Beach-gebied); Jamaica; Acapulco, Mexico; South Padre Island, Texas; en Panama City Beach, Florida. Rond de 1.000.000 studenten reizen tijdens spring break naar deze locatie (USA Today, 5 januari 2003).
Een gelijksoortig type vakantie is Senior week in het noordoosten van de Verenigde Staten. Senior week volgt na de diploma-uitreiking van de highschool, waarna de geslaagden ook een week lang naar een strandlocatie gaan.